# تشارلز سويني (طيار)
تشارلز سويني (بالإنجليزية: Charles Sweeney)‏ هو ضابط وطيار أمريكي، ولد في 27 ديسمبر 1919 في لوويل في الولايات المتحدة، وتوفي في 16 يوليو 2004 في بوسطن في الولايات المتحدة.